# 片山滉
片山 滉（かたやま あきら、1922年1月7日 - 1978年10月7日）は、宮城県仙台市出身の俳優。岐阜大学卒。本名同じ。東映に所属していた。

## 人物
東映の映画・テレビで脇役中心に活動。
1978年10月4日、自動車で外出した後に消息を絶ち、3日後の10月7日、静岡県賀茂郡南伊豆町の県道下に転落した自動車内で遺体となって発見された。56歳没。

## 出演

### 映画
1953年
- 雲ながるる果てに

1954年
- 継母 - 島田
- あゝ洞爺丸 - 通信士

1955年
- 母水仙 - 料亭の医者
- 終電車の死美人 - 新聞記者A
- 忍術三四郎 - 医師
- サラリーマン 目白三平 - マツオカ洋品店同僚A

1956年
- 少年探偵団 第一部 妖怪博士
- 少年探偵団 第二部 二十面相の悪魔
- 警視庁物語 追跡七十三時間 - 銃器技師
- 警視庁物語 逃亡五分前 - 銃器技師
- 母恋月夜 - 医師A
- 忍術快男児 - 牛山の秘書
- 大地の侍 - 関重之進
- 夕日と拳銃 日本篇 大陸篇 - 伊達宗之助
- 狸小路の花嫁 - 笠置宮殿下
- 拳銃を捨てろ - 鑑識課長
- 恐怖の空中殺人- 操縦士
- 戦慄の七仮面
- 怒れ! 力道山 - 記者B
- 愛の翼 お母さん行ってきます - 医師
- にっぽんGメン 特別武装班出動 - 梶野鑑識課員
- 大学の石松 第一部 ぐれん隊征伐 - 事務長
- 大学の石松 第二部 太陽族に挑戦す

1957年
- 少年探偵団 第一部 二十面相の復讐 - 新聞記者B
- 少年探偵団 第二部 夜光の魔人 - 新聞記者B
- 少年探偵団 かぶと虫の妖奇 - 新聞記者A
- 警視庁物語 上野発五時三五分 - 銃器技師
- 警視庁物語 夜の野獣 - 第二現場の医師
- 警視庁物語 白昼魔 - 銃器技師
- 笑え勘平より 消えた短剣 - 大矢武夫
- 青い海原 - 医師
- 日清戦争風雲秘話 霧の街 - 医者
- 坊ちゃん大学 - 矢代隆之
- 不良女学生 - ジョージ山川
- 純愛物語 - 日赤病院医師

1958年
- 少年探偵団 首なし男
- 少年探偵団 透明怪人
- 少年探偵団 敵は原子潜航艇 - 原子潜航艇長
- 月光仮面 魔人（サタン）の爪 - シャバナン殿下
- 月光仮面 幽霊党の逆襲 - 吉川博士
- 警視庁物語 七人の追跡者 - 法医技師
- 娘十八御意見無用 - 謙太郎
- 空中サーカス 嵐を呼ぶ猛獣 - 塚本
- 曲馬団の娘 - 亮吉

1959年
- 警視庁物語 遺留品なし - 指紋係員
- 警視庁物語 顔のない女 - 法医技師
- 疑惑の夜 - 経理部長
- 七つの弾丸 - 森口
- 拳銃を磨く男 あの女を探せ - 司会者
- 遊星王子 - 内藤医師
- スピード狂時代 命を賭けて - ディレクター
- 素晴らしき娘たち
- 埠頭の縄張り

1960年
- 警視庁物語 血液型の秘密 聞き込み - 法医技師
- 警視庁物語 深夜便一三〇列車 - 法医技師
- 天下の快男児 万年太郎 - サブ
- 黄金の掟
- 決斗の谷 - 靴屋の主人
- 特ダネ三十時間 白昼の脅迫 女の牙
- 白い崖 - プロゴルファー
- 第三次世界大戦 四十一時間の恐怖
- 悪魔の札束
- 白い粉の恐怖 - 監察院の技官
- 殺られてたまるか - バーテン
- 拳銃を磨く男 深夜の死角
- 大いなる驀進
- 億万長者 - 貸付課長
- 七色仮面

1961年
- 宇宙快速船 - 矢部博士
- ファンキーハットの快男児シリーズ
  - ファンキーハットの快男児
  - ファンキーハットの快男児 二千万円の腕 - 警察医
- 乾杯!ごきげん野郎 - 重役風の男
- 警視庁物語 不在証明 - 法医技師
- 警視庁物語 十五才の女 - 法医技師
- 二人だけの太陽 - キャバレーの支配人
- がめつい奴は損をする
- べらんめえ中乗りさん - 医師
- 東京パトロール 粋な二人のお巡りさん - 写真家
- 飛ばせ特急便 魔の十八号線 - 警察医
- 無鉄砲社員 - 佃
- 花ざかり七色娘 - 主治医
- 台風息子 お化け退治
- 特ダネ三十時間 危険な恋人 - 税関吏

1962年
- 恋と太陽とギャング - 係B
- 太平洋のGメン - 土井
- 三百六十五夜 - 国粋芸術社事務員A
- こまどり姉妹 おけさ渡り鳥 - ストリップ劇場の客
- アイ・ジョージ物語 太陽の子 - 三輪
- ギャング対Gメン - マスター
- 八月十五日の動乱 - 木崎中佐
- 地獄の裁きは俺がする - 新聞記者A
- 黄門社長漫遊記
- ひばりの佐渡情話
- 若者たちの夜と昼

1963年
- 殺人鬼の誘惑 - 天野
- 白い熱球 - 酒井
- 警視庁物語 全国縦断捜査 - 法医技師
- ギャング忠臣蔵 - 岡田社長
- 第八空挺部隊 壮烈鬼隊長 - 幹部三佐

1964年
- 警視庁物語 行方不明 - 法医技師
- 警視庁物語 自供 - 法医技師
- 忍者部隊月光 - ジャッカル
- 散歩する霊柩車 - 病院の事務員
- 狼と豚と人間

1966年
- カミカゼ野郎 真昼の決斗 - 易者
- 黄金バット - 天野天文台長
- 昭和残侠伝 一匹狼 - 医者
- ボスは俺の拳銃で - 野沢
- 地獄の掟に明日はない
- 脅迫 おどし - 専務
- 愛欲
- 大陸流れ者 - 宮原

1968年
- 陸軍諜報33 - 編集局長
- 博徒解散式
- 不良番長 - 谷川
- 獄中の顔役 - 谷川医務官
- 密告（たれこみ） - マスター

1969年
- 昭和残侠伝 人斬り唐獅子 - 楼主
- 超高層のあけぼの

1970年
- 激動の昭和史 軍閥

1971年
- 現代やくざ 盃返します

1974年
- 血を吸う薔薇

### テレビ
- 七色仮面 第4部「スリーエース」（1959 - 1960年、NET） - ダコタ神父
- ナショナルキッド （1960 - 1961年、NET）
  - 第1部 ヴィマナ
  - 第2部 偽の真田博士
  - 第3部 黒岩博士
  - 第4部 コルセン参謀
- 風雲黒潮丸 （1961 - 1962年、NET） - ルシアノ
- 特別機動捜査隊 （1963 - 1976年、NET）※端役多数
- 鉄道公安36号 （1963 - 1967年、NET）
- マグマ大使 第13話「最後の遊星人」 - 第16話「地球最後の日」（1966年、CX） - パル遊星人キング
- 白い巨塔 （1967年、NET） - 葉山教授
- 刑事さん（NET）
  - 第1シリーズ 第1話「可愛い脅迫者」（1967年）
  - 第2シリーズ 第10話「カナリヤが見た!」（1968年）
- キャプテンウルトラ （1967年、TBS） 
  - 第11話「四次元衛星ノズラーあらわる」 - オオハラ長官
  - 第19話「神話怪獣ウルゴンあらわる!!」 - タレス
- ジャイアントロボ (NET)
  - 第2話「大魔球グローバー」（1967年） - 科学者A
  - 第12話「合成怪獣アンバラン」（1967年） - 切田博士
  - 第25話「宇宙吸血鬼」（1968年） - ユニコーンの医師
- 忍者ハットリくん+忍者怪獣ジッポウ 第23話「それは、ジッポウくん卑怯でござる」（1968年、NET / 東映） - はるかの父
- ウルトラセブン 第14話「ウルトラ警備隊西へ（前編）」（1968年、TBS） - 防衛軍参謀
- バンパイヤ 第19話「ロックは死なず?」（1968年、CX） - 収容所所長
- 右門捕物帖 第8話「八番手柄 謎の闇男」（1969年、NTV）
- ゴールドアイ （1970年、NTV）
- おさな妻 第3話「結婚の決意」（1970年、12ch）
- プレイガール （1971年、12ch）
- 天皇の世紀 第1部 第1話「黒船渡来」（1971年、ABC） - 戸田伊豆守
- スペクトルマン （1971年、CX）
  - 宇宙猿人ゴリ 第14話「ヘドロン大逆襲・前篇」 - 大垣博士
  - 宇宙猿人ゴリ対スペクトルマン 第34話「ムーンサンダーの怒り!」、第35話「スペクトルマンが死んだ!?」 - 町村博士
  - スペクトルマン 第44話「宇宙の通り魔キュドラー星人」、第45話「パル遊星人よ永遠なれ!!」 - 戸塚老人 / 吸血鬼キュドラー
- シルバー仮面 第3話「父は炎の中に」（1971年、TBS） - 福本博士
- 鬼平犯科帳'71 第24話「大川の隠居」 - 井上立泉
- 火曜日の女シリーズ 木の葉の家（1972年、NTV）
- 愛の戦士レインボーマン 第6話「魔の5時間がきた!」（1972年、NET） - 医師 / 死ね死ね団員
- ワイルド7 第11話「200KM/H心中」（1972年、NTV） - 武藤
- 刑事くん 第2部 第18話「緑映える夢」（1972年、TBS） - 中村俊男
- おんな組アクション控 第1話「バクハツ・ばくはつ・大爆発!!」（1972年、12ch） - 竜山
- 太陽にほえろ! (NTV)
  - 第60話「新宿に朝は来るけれど」（1973年） - 遠井主任
  - 第77話「五十億円のゲーム」（1974年） - 日本原子力研究センター所長
  - 第107話「光のなかを歩め」（1975年） - 医師
  - 第136話「生命を燃やす時」（1975年） - 崎田憲一院長
  - 第185話「虹」（1976年） - 医師
  - 第206話「刑事の妻が死んだ日」（1976年） - 医師
  - 第221話「刑事失格!?」（1976年） - 本庁査問委員
  - 第325話「波止場」（1978年） - 画廊オーナー
- 雑居時代 第1話「自分の家に下宿する男」（1973年、NTV） - 見送りの人
- ダイヤモンド・アイ 第11話「ケラリン族の大挑戦」（1973年、NET） - エルドニヤ国経済大臣
- 流星人間ゾーン 第18話「指令『日本列島爆破せよ』」（1973年、NTV） - 政府関係者
- 高校教師 第21話（1974年、12ch）
- 闘え!ドラゴン 第10話「ドラゴン マニラの死闘」（1974年、12ch） - チャーリー・カラロー
- 正義のシンボル コンドールマン 第1話「コンドールマン誕生」（1975年、NET） - キムトン
- Gメン'75（TBS）
  - 第57話「刑法第十一条・絞首刑その後」（1976年）
  - 第74話「バカ!大人のバカ!!」（1976年）
- スーパー戦隊シリーズ（NET→ANB）
  - 秘密戦隊ゴレンジャー
    - 第6話「赤い謎! スパイルートを海に追え」（1975年） - ルミの父
    - 第52話「ピンクの電話鬼! 殺しのダイヤル」（1976年） - 若山教授

  - ジャッカー電撃隊 第5話「3スナップ!! 裏切りのバラード」（1977年） - 小山博士
- 仮面ライダーストロンガー 第33話「ストロンガー満月に死す!?」（1975年、MBS） - 浅野歯科医 / 狼長官
- 宇宙鉄人キョーダイン 第25話「氷地獄だ!!恐怖の冷凍怪物!!」 （1976年、MBS） - 野村博士
- ザ・カゲスター 第21話「ゴリラ怪人 大あばれ作戦!」（1976年、NET） - 選考委員長
- 超神ビビューン 第12話「魂が盗まれた? 恐怖の鬼火」（1976年、NET） - 神父 / モエゾ
- 隠し目付参上 第23話「狙われた春楽! 三太裏切ったか」（1976年、MBS） - 天馬春芳
- 特捜最前線（東映 / ANB）
  - 第20話「刑事を愛した女」（1977年） - 医師
- ロボット110番 第3話「散歩する美術作品」（1977年、ANB）
- 大江戸捜査網 (12ch)
  - 第122話「捨て子騒動始末記」（1974年）
  - 第147話「過去を秘めた謎の女」（1974年） - 辰巳屋源助
  - 第166話「初見参夜叉面の女」（1974年） - 易者
  - 第170話「小さな目撃者」（1974年）
  - 第179話「狙われた密会」（1975年） - 相模屋
  - 第190話「傷だらけの十手」（1975年）
  - 第218話「富士に響く銃声!」（1975年）
  - 第254話「身代り囚人の罠」（1976年） - 北町奉行
  - 第263話「ふたり隠密華麗に参上」（1976年） - 御前試合の立会い人
  - 第270話「王将に秘めた疑惑」（1976年） - 幕府高官
  - 第307話「初見参お銀仇討ち始末」（1977年） - 戸田内膳正
  - 第312話「甦えった魂なき殺人者」（1977年） - 江口屋
  - 第322話「悪夢に泣く少女の叫び」（1978年）
  - 第327話「身代わり親娘 涙の絶唱」（1978年）
  - 第348話「赤児暗殺 泣き笑い騒動」（1978年） - 竹庵
  - 第360話「狙われた恐怖の連判状」（1978年） - 吉野屋
- 透明ドリちゃん 第12話「愛が守った約束」（1978年、ANB） - 大山モータースの店主
- スパイダーマン 第9話「動くアクセサリーは恋のカブト虫スパイ」 （1978年、12ch） - 砂村教授
- 大追跡 第6話「ワルは眠らせろ」（1978年、NTV）